# Huperzia reflexa
Huperzia reflexa là một loài thực vật có mạch trong Họ Thạch tùng. Loài này được (Lam.) Trevis. mô tả khoa học đầu tiên năm 1874.